# 90 км (зупинний пункт, Одеська залізниця, Миколаїв)
90 км — пасажирський залізничний зупинний пункт Херсонської дирекції залізничних перевезень Одеської залізниці на лінії Миколаїв — Колосівка між станціями Мішкове (10 км) та Тернівка-Миколаївська (5 км). Розташований у місцевості Тернівка Центрального району міста Миколаїв Миколаївської області.

## Пасажирське сполучення
На платформі 90 км зупиняються приміські поїзди сполученням Миколаїв-Вантажний — Колосівка (курсує 
одна пара поїздів щоп'ятниці та щонеділі).